# Hakaria simonyi
Genre
Synonymes
- Parachalcides Boulenger, 1899

Espèce
Synonymes
- Sepsina simonyi Steindachner, 1899
- Parachalcides socotranus Boulenger, 1899

Statut de conservation UICN

 NT  : Quasi menacé
Hakaria simonyi, unique représentant du genre Hakaria, est une espèce de sauriens de la famille des Scincidae.

## Répartition
Cette espèce est endémique de l'île de Socotra en mer d'Arabie au large du Yémen.

## Taxinomie
Cette espèce a été nommée Parachalcides socotranus, nom donné par Boulenger, le 18 mai 1899. Il est apparu que Steindachner avait décrit cette espèce le premier, entre le 5 et le 15 mai 1899, cette première description a ainsi pris le pas sur l'autre.

## Étymologie
Cette espèce est nommée en l'honneur du naturaliste austro-hongrois Oszkar Simonyi.

## Publications originales
- Boulenger, 1899  : Descriptions of the new species of reptiles. Bulletin of the Liverpool Museum, vol. 2, no 1, p. 4-7 (texte intégral).
- Steindachner, 1899 : Berichtet über eine von Herrn Prof. O. Simony während der südarabischen Expedition in Sokotra entdeckte neue *Sespina*-Art, die zugleich einer besonderen Subgattung (*Hakaria*) angehört, und charakterisiert dieselbe. Anzeiger der Kaiserlichen Akademie der Wissenschaften, Mathematisch-Naturwissenschaftliche Classe, vol. 36, p. 161-162 (texte intégral).